# Wilsonka mała
Wilsonka mała (Cardellina pusilla) – gatunek małego, wędrownego ptaka z rodziny lasówek (Parulidae). Występuje wyłącznie w Ameryce Północnej. Nie jest zagrożony.

## Systematyka
Wyróżniono trzy podgatunki C. pusilla:
- wilsonka górska[4] (C. pusilla pileolata) – Alaska, zachodnio-środkowa Kanada i wewnętrzna część zachodnich USA.
- C. pusilla chryseola – wybrzeża południowo-zachodniej Kanady i zachodnich USA.
- wilsonka mała[4] (C. pusilla pusilla) – środkowa i południowa Kanada, północno-wschodnie USA.

## Morfologia
Długość ciała 11–12,5 cm. Czarna „czapka”, żółte czoło i brew. Wierzch ciała oliwkowozielony, spód żółty. Tęczówki ciemne. Samice oraz młode z wierzchu oliwkowozielone; czoło oraz brew żółte; brak czarnej czapki; spód żółty.

## Zasięg, środowisko
Wilgotne zarośla wzdłuż zadrzewionych strumieni w Kanadzie i USA (w tym na Alasce). Zimę spędza w Meksyku, Ameryce Centralnej i skrajnie południowych USA (skrajnie południowy Teksas i wybrzeże Zatoki Meksykańskiej).

## Ekologia
Często wykonuje okrężne ruchy ogonem i potrząsa skrzydłami jak mysikrólik. Żeruje nisko. Żywi się głównie owadami i ich larwami, czasem zjada pająki i jagody. Na zimowiskach niekiedy spożywa ciałka odżywcze wytwarzane na ogonkach liściowych cekropki oraz pije spadź wytwarzaną przez czerwce.
Wyprowadza zwykle 1 lęg w roku, czasami 2. Gniazdo buduje samica, przeważnie na ziemi, ukryte w mchu lub turzycach, często u podstawy młodego drzewka, krzewu czy gęstej kępki traw. Ptaki z wybrzeży Kalifornii budują swe gniazda w krzewach lub winoroślach do 0,9 m nad ziemią (maksymalnie 1,5 m). W zniesieniu 4–6 jaj, niekiedy 2–7. Wysiadywaniem zajmuje się wyłącznie samica przez 10–13 dni. W gniazdach tego gatunku regularnie składają jaja starzyki. Pisklęta są karmione przez oboje rodziców. Młode opuszczają gniazdo po około 8–13 dniach od wyklucia.

## Status
IUCN uznaje wilsonkę kanadyjską za gatunek najmniejszej troski (LC, Least Concern) nieprzerwanie od 1988 (stan w 2020). Organizacja Partners in Flight szacuje liczebność populacji na 60 milionów dorosłych osobników. Trend liczebności populacji uznawany jest za spadkowy.